# Antonio Oppes
Antonio Oppes (ur. 26 sierpnia 1916 w Pozzomaggiore, zm. 8 czerwca 2002 w Rzymie) – włoski jeździec sportowy, medalista olimpijski.

## Życiorys
Startował w skokach przez przeszkody. Zdobył brązowy medal w drużynowym konkursie skoków przez przeszkody na igrzyskach olimpijskich w 1960 w Rzymie, razem z braćmi Raimondo i Piero D’Inzeoe. Startował na koniu The Scholar.

## Rodzina
Jego starszy brat Salvatore również był jeźdźcem, medalistą olimpijskim z 1956